# Red (pel·lícula de 2008)
Red és una pel·lícula de thriller estatunidenca del 2008 basada en una novel·la de Jack Ketchum i dirigida per Trygve Allister Diesen i Lucky McKee. Es tracta de la venjança d'un home després que el seu estimat gos mor a trets quan no té prou diners per satisfer un intent de robatori. El guió va ser escrit per Stephen Susco basat en la novel·la. Es va estrenar al Festival de Cinema de Sundance el 2008.

## Argument
Avery "Ave" Ludlow, un botiguer, té un gos anomenat Red, un regal per al seu 50è aniversari de la seva difunta esposa, Mary. Un dia, pescant en un llac amb Red al seu costat, s'acosten tres nois: els germans Danny i Harold McCormack i el seu amic Pete Doust. Danny amenaça l'Ave amb una escopeta i demana diners. Quan l'Avery diu que només té 30 dòlars, Danny es posa furiós i mata en Red. Se'n riu i fa broma mentre marxa amb els altres nois.
Ave visita una botiga d'armes, on el dependent identifica a Danny com el comprador de l'escopeta a partir d'una descripció. Ave visita el pare de Danny, Michael, i li explica la seva història. Michael convoca els seus fills i els pregunta si han disparat a Red. Ho neguen, i Michael li diu a l'Ave que marxi.
Ave decideix demanar un processament i parla amb el seu advocat, Sam Berry. Sam el desanima dient que la pena és baixa, però Ave persisteix. Sam organitza una reunió entre Ave i una periodista anomenada Carrie. Carrie li diu que la publicitat provocaria una acció oficial. Ave està d'acord i fa una entrevista televisiva d'interès humà a Carrie. No obstant això, la història no aconsegueix cridar l'atenció excepte per una pedra amb un missatge amenaçador llançat per la finestra de l'Ave. Carrie és transferida a una altra història mentre Ave segueix una demanda civil per danys.
Carrie li pregunta a Ave sobre la seva família; li diu que el seu fill gran era mentider i va ser expulsat de la Marina a causa d'una malaltia mental. Un dia, va tornar a casa i va demanar diners a la seva mare. Ella es va negar, i ell la va agredir. Pensant que l'havia matat, va calar foc al seu germà i a la seva mare amb kerosè. El germà va morir immediatament mentre Mary va sobreviure cinc dies en coma abans de morir.
Ave comença a seguir els nois. Harold veu l'Ave mirant-los i, amb remordiment, demana disculpes. Ave diu que li agradaria que Danny fes el mateix. Un dia, Danny està jugant a beisbol amb els amics i es frustra després d'un cop, deixant el joc enfadat amb el seu germà i en Pete. Ave els segueix i aparca darrere del seu cotxe. Danny s'enfronta a ell i, esperonat per Ave, intenta colpejar-lo amb el seu bat. Ave para el cop i tomba Danny; Ave assenyala que, mentre Danny atacava a la llum del dia amb testimonis, hauria de vigilar el seu temperament, dient que la pallissa que Ave li ha donat és una que li hauria d'haver administrat el seu pare. Poc després, la botiga d'Ave es crema. Cap prova implica als McCormack, però els pares de Pete de sobte tenen prou diners per reparar la seva casa en ruïnes.
Ave exhuma en Red i el porta a casa dels McCormack, confrontant-los amb el cadàver del gos. Michael i Danny branden pistoles i demanen la sortida de l'Ave. Quan Ave es nega, Danny fa un pas endavant i apunta a Ave. Ave desvia el braç d'en Danny mentre dispara, i el tret colpeja l'orella d'Ave. Ave li treu l'arma d'en Danny, el llença a terra a punta de pistola i li diu a Michael que baixi la seva arma. Ave obliga a Danny a conduir fins al xèrif, on té la intenció d'acusar Danny d'intent d'homicidi involuntari. Michael segueix Ave i treu el seu camió fora de la carretera. Els McCormack tornen a casa pensant que Ave ha mort.
Cau la nit i Ave recupera la consciència. Troba el revòlver de Danny entre les restes i torna a la casa dels McCormack, on es troba amb un Harold sacsejat al porxo. Ave demana a Harold que el portin al cos de Red, però Michael, Danny i Pete els segueixen. Michael i Danny tornen a estar armats; Harold els diu que es retirin, però Danny dispara a Ave a la panxa amb l'escopeta. Ave torna foc, ferint tant Danny com Michael. Quan cauen, disparen: en el foc creuat, Harold i Pete reben els trets. Ave s'acosta als ferits Danny i Michael, dient-li al pare que Harold ha mort.
Mentre es recupera, l'Ave llegeix un diari amb el relat de Carrie sobre la seva història. Carrie la visita, li diu que com a resultat de l'article li han ofert feina a Nova York i li regala un gos. Ave inicialment rebutja, recordant-li que dos nois van ser assassinats perquè ell es va negar a rendir-se; tanmateix, ella el deixa amb el gos. Malgrat les seves protestes, Ave aviat l'accepta.

## Repartiment
- Brian Cox com a Avery "Ave" Ludlow
- Kyle Gallner com a Harold McCormack
- Noel Fisher com a Danny McCormack
- Tom Sizemore com a Michael McCormack
- Shiloh Fernandez com a Pete Doust
- Robert Englund com Willie Doust
- Amanda Plummer com a Sra. Dust
- Ashley Laurence com a Sra. McCormack
- Kim Dickens com a Carrie
- Richard Riehle acom a Sam Berry
- Jack Ketchum com a bartender (acreditat amb el seu nom real, Dallas Mayr)

## Premis i nominacions
Brian Cox va guanyar el Premi al millor actor al XLI Festival Internacional de Cinema Fantàstic de Catalunya. Red també va ser nominada a la millor pel·lícula (Trygve Allister Diesen, Lucky McKee).

## Recepció
A Rotten Tomatoes la pel·lícula té una puntuació d'aprovació del 70% basada en 27 crítiques, amb una puntuació mitjana de 6,2/10. El consens crític del lloc diu: "Aquesta pel·lícula de venjança es basa molt en escenaris d'atac i venjança, però les actuacions de Brian Cox i Tom Sizemore treuen la pudor a qualsevol guió més feble." A Metacritic la pel·lícula té una puntuació mitjana ponderada de 61 sobre 100, basada en 7 crítics, que indica "crítiques generalment favorables".